# Saint-Victor-de-Cessieu
Saint-Victor-de-Cessieu é uma comuna francesa na região administrativa de Auvérnia-Ródano-Alpes, no departamento de Isère. Estende-se por uma área de 12,22 km². Em 2010 a comuna tinha 2 284 habitantes (densidade: 186,9 hab./km²).